# Patch Adams

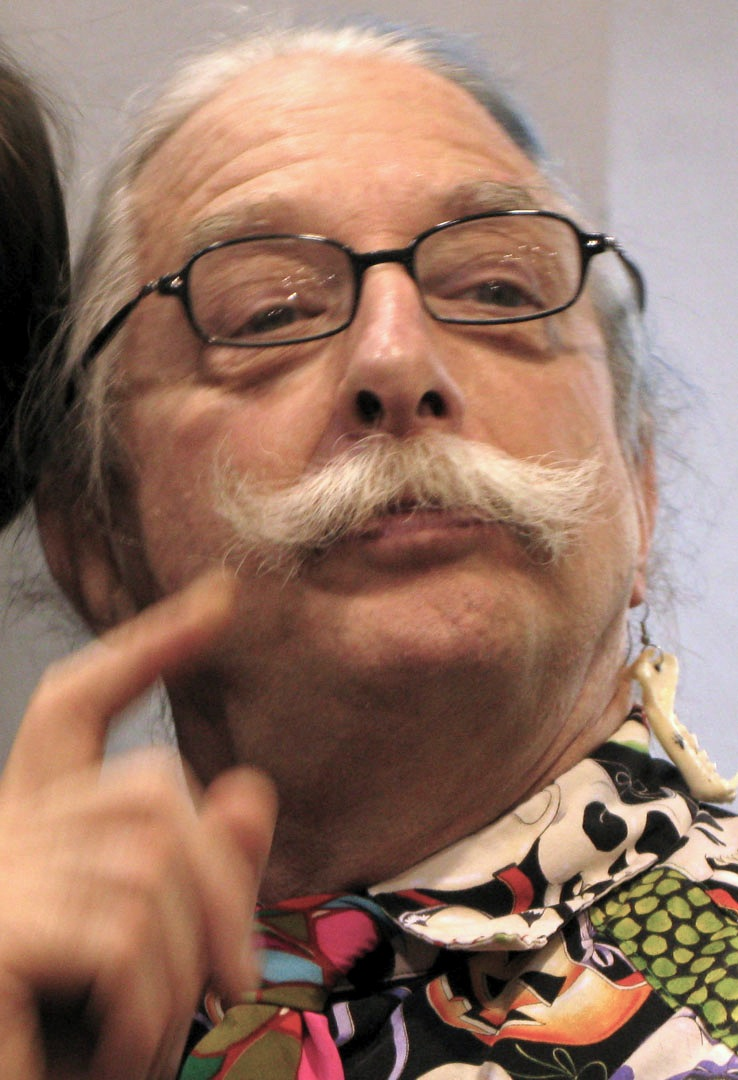
Patch Adams

Hunter "Patch" Adams (Washington D.C., 28 mei 1945) is een professionele clown, artiest en auteur. Ook is hij de stichter van het Gesundheit Institute in 1971. Zijn leven is verfilmd met de titel Patch Adams, waarin Robin Williams de hoofdrol speelt. Adams werkt nu in Arlington, Virginia, waar hij alternatieve gezondheidszorg promoot samen met het instituut.
Adams heeft zijn artsendiploma (Doctor of Medicine) gehaald op het Medical College of Virginia van de Virginia Commonwealth University in 1971. Hij gaat uit van een sterke verbinding tussen de sociale omgeving en het welbehagen van patiënten. Hij is ervan overtuigd dat de gezondheid van een persoon niet apart gezien kan worden van de gezondheid van zijn familie, de gemeenschap en de wereld. Vanuit dit geloof heeft men het Gesundheit Institute opgericht, dat 12 jaar heeft bestaan. Het doel is om weer een Gesundheit Institute op te richten, maar dan als compleet ziekenhuis, waar gratis gezondheidszorg wordt gegeven en het gebruik van traditionele medicijnen wordt verbonden met alternatieve medicijnen als acupunctuur en homeopathie. De gezondheidszorg wordt gecombineerd met landbouw, recreatie, theater, natuur, educatie en handvaardigheid, die deel uitmaken van de therapie. Zijn ideeën leidden tot de oprichting van de Amerikaanse ziekenhuisclowns-organisatie Clown Care Unit (1985), de Nederlandse Cliniclowns door prof. Tom Voûte (1992) en de Nederlandse Mediclowns door verpleegkundige Mathijs Schaap (2008).